# Juan de Sancto Mathía Sáenz de Mañozca y Murillo
Juan de Sancto Mathía Sáenz de Mañozca y Murillo (24 de janeiro de 1611 – 13 de fevereiro de 1675) foi um prelado católico romano que serviu como Bispo de Santiago da Guatemala de 1668 a 1675 e Bispo de Santiago de Cuba de 1661 a 1668. Também foi escolhido e confirmado como Bispo de Tlaxcala em 1675 após a sua morte.

## Biografia
Juan de Sancto Mathía Sáenz de Mañozca y Murillo foi nomeado em 5 de setembro de 1661, durante o papado do Papa Alexandre VII como Bispo de Santiago de Cuba. Recebeu a ordenação episcopal em 24 de agosto de 1662, em Puebla, através de Dom Diego Osorio de Escobar y Llamas, bispo de Tlaxcala. Em 27 de fevereiro de 1668, foi nomeado pelo Papa Clemente IX como Bispo de Santiago da Guatemala e empossado em 13 de junho de 1668. Serviu como Bispo de Santiago da Guatemala até sua morte. Como a notícia de sua morte ainda não havia chegado a Roma e à Espanha, em 14 de abril de 1675, ele foi escolhido pelo Rei da Espanha como Bispo de Tlaxcala e em 17 de junho confirmado pelo Papa Clemente X.
 

Enquanto bispo, foi o principal consagrador de Alfonso Bravo de Laguna, Bispo da Nicarágua (1671).